# Humphry Davy Rolleston

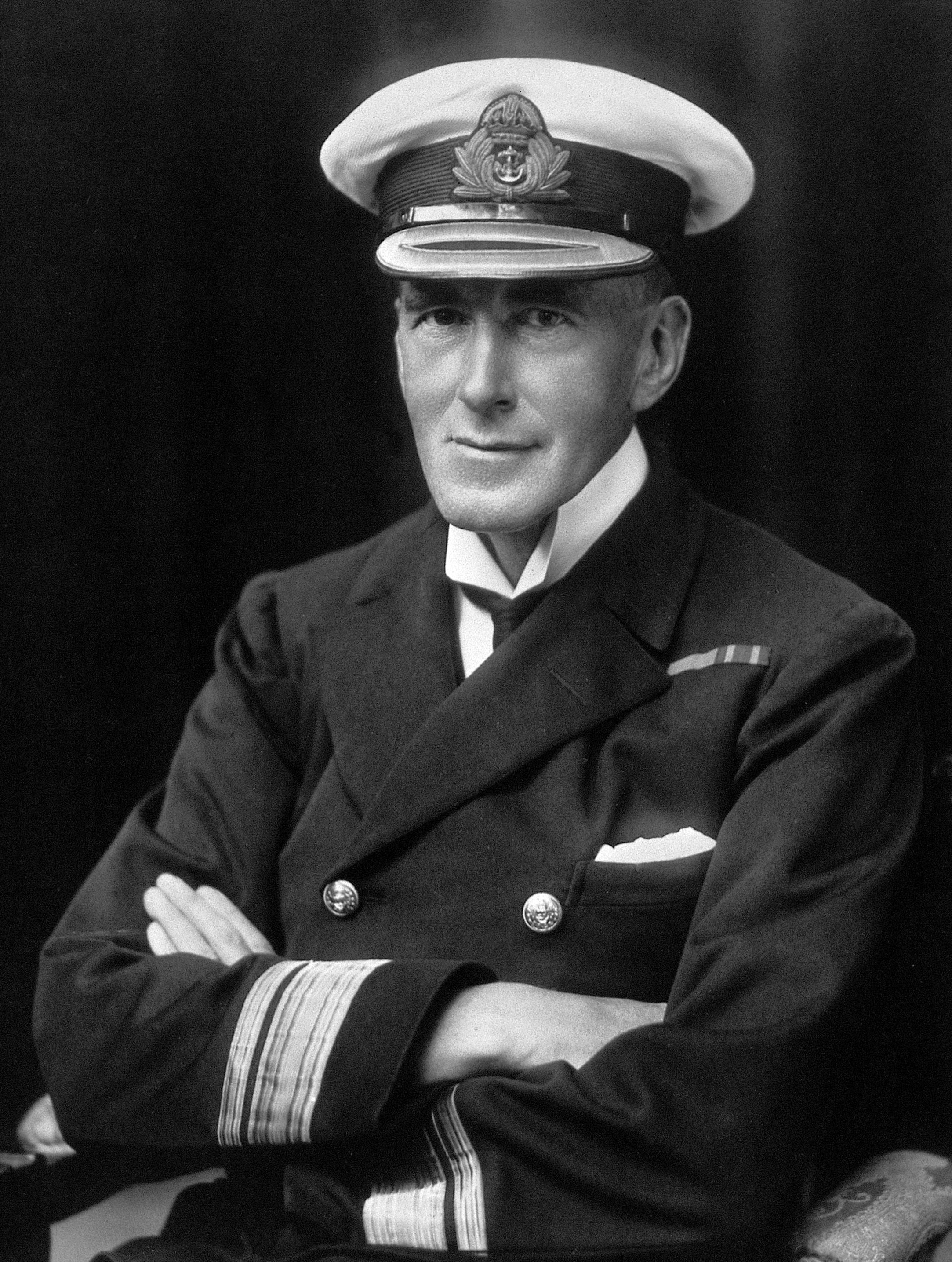
Humphry Davy Rolleston, 1916

Humphry Davy Rolleston (* 21. Juni 1862 in Oxford; † 24. September 1944 in Haslemere) war ein englischer Arzt und Hochschullehrer an der University of Cambridge.

## Leben
Rolleston wurde 1862 als ältester Sohn von George Rolleston, Linacre Professor of Anatomy and Physiology, und dessen Ehefrau Grace Davy, Tochter des Chemikers und Zoologen John Davy und Nichte von Humphry Davy, in Oxford geboren. Nach dem Besuch des Marlborough College studierte er ab 1883 am St John’s College in Cambridge. 1886 schloss er sein Studium der Naturwissenschaften (Tripos) dort mit Auszeichnung ab und setzte sein Studium der Medizin am St Bartholomew’s Hospital („Bart“) in London fort. 1888 erlangte er in Cambridge den M.B. und 1892 den M.D. Am Bart war er Arzt und in Cambridge Demonstrator für Anatomie, wo er zum Fellow seines Colleges berufen wurde. Er konnte aber keine feste Anstellung als Physiologe finden und so wechselte Rolleston 1891 an das St. Georges Hospital. Daneben wirkte er in verschiedenen anderen Krankenhäusern. Er blieb dort bis 1919, nur unterbrochen von seinen militärischen Einsätzen. 1901 ging er nach Südafrika und arbeitete während des Zweiten Burenkriegs im Imperial Yeomanry Hospital in Pretoria.
Nach seiner Rückkehr nach England konzentrierte er sich auf seine Praxis, Vorlesungen und wissenschaftliche Arbeit. Er hatte Thomas Clifford Allbutt bei der ersten Auflage von System of Medicine (1896–1899) assistiert und wurde als Co-Autor der zweiten Auflage genannt (1905–1911). Während des Ersten Weltkriegs arbeitete er für die Royal Navy, wo er bis zum temporären Rang eines medizinischen Konteradmirals befördert wurde. 1918 wurde er für seine Leistungen in den Adelsstand erhoben (KCB). Er war Mitglied verschiedener Kommissionen und Beratungsgremien für die Royal Navy und die Royal Air Force.
Nach dem Krieg präsidierte er aufeinanderfolgend die Royal Society of Medicine (1918–1920), das Royal College of Physicians (1922–1926) und die Medical Society of London (1926 und erneut 1940). 1923 wurde er zu einem der allgemeinen Ärzte (physician in-ordinary) von König Georg V. ernannt und von 1932 bis 1936 zum Leibarzt (physician-extraordinary). 1924 wurde er zum Baronet (GCVO) erhoben und im darauffolgenden Jahr in der Nachfolge des verstorbenen Allbutt zum Regius Professor of Physic an der Universität von Cambridge berufen. Die Professur gab er wegen einer bei ihm erstmals durchgesetzten Altersregelung 1932 bei seiner Emeritierung auf.
1894 heiratete Rolleston Lisetta Eila, Tochter von F. M. Ogilvy. Aus der Ehe gingen zwei Söhne hervor. Rollestons Bruder, John Davy Rolleston (1873–1946), war wie er Fellow des RCP und anerkannter Epidemiologe. 1944 verstarb Rolleston in Haslemere, wo er sich im Ruhestand niedergelassen hatte.

## Ehrungen
Rolleston wurde mit zahlreichen Ehrendoktortiteln in Großbritannien, Europa und den USA geehrt. Die University of Oxford ehrte Rolleston mit einem Hon. DSc, Durham mit LL.D., Edinburgh, Glasgow, Bristol, Birmingham, die Thomas Jefferson University und die National University of Ireland ehrten ihm mit Hon. M.D. Weitere Ehrendoktortitel verliehen die University of Dublin, Universität Paris, Universität Padua, Universität Bordeaux und die Universität Madrid. Er war seit 1894 Fellow des Royal College of Physiologists und wurde später zum Ehren-Fellow gewählt. Das Royal College of Physicians and Surgeons of Glasgow wählte ihn zum Ehrenfellow. Auch die New York Academy of Medicine wählte ihn zum Ehrenfellow. Er hielt die Harveian Oration 1928. Darüber hinaus hielt er des Weiteren die Goulstonian Oration (1895), die Lumleian (1919) Lloyd-Roberts (1933) und die FitzPatrick (1933–34). Er vertrat erst das RCP im General Medical Council und später die University of Cambridge.

## Bibliografie
Rolleston hatte wesentlichen Teil an dem von Allbutt erstmals aufgelegten mehrbändigen System of Medicine zu dessen zweiter Auflage Rolleston von 1906 bis 1911 wesentlichen Beiträge schrieb und auf dessen Titel Rollestons Name neben dem von Allbutt gedruckt wurde.
- 1905: Diseases of the liver, gall-bladder and bile-ducts (drei Auflagen bis 1929)[2]
- 1922: Medical Aspects of Old Age
- 1924: Medical Aspects of Samuel Johnson
- 1929: The Life of Clifford Allbutt
- 1932: The Cambridge Medical School: a biographical history
- 1933: The Two Heberdens

Ab 1928 übernahm er die Redaktion von The Practitioner, einer seit 1886 erscheinenden medizinischen Fachzeitschrift. 1936 begann er seine Arbeit an der British Encyclopaedia of Medical Practice.